# Naturschutzgebiet Kiesbergwiesen bei Bergholz
Koordinaten: 53° 26′ 20,8″ N, 14° 11′ 38,8″ O
Das Naturschutzgebiet Kiesbergwiesen bei Bergholz ist ein 57 Hektar umfassendes Naturschutzgebiet in Mecklenburg-Vorpommern. Es befindet sich nordöstlich von Brüssow, südwestlich von Löcknitz und wurde am 26. Oktober 1983 ausgewiesen. Der Schutzzweck besteht in Erhalt und Entwicklung eines Quellmoores mit artenreichen Quellfluren, Seggenrieden, Röhrichten und Hochstaudenfluren sowie Bruchwäldern und einer daran angepassten Tierwelt. Der Gebietszustand wird als unbefriedigend eingeschätzt. Durch den stark gestörten Wasserhaushalt kam es zur Einwanderung von standortsfremden Pflanzenarten. Eine Einsichtnahme in die Schutzgebietsflächen ist von einem westlich gelegenen Weg möglich.